# Megadontognathus cuyuniense
Megadontognathus cuyuniense és una espècie de peix pertanyent a la família dels apteronòtids.

## Descripció
- Pot arribar a fer 23,8 cm de llargària màxima.
- 159-169 radis tous a l'aleta anal.
- 90 vèrtebres.
- 2-3 dents diminutes i còniques a cada premaxil·lar.[5][6]

## Hàbitat
És un peix d'aigua dolça, bentopelàgic i de clima tropical.

## Distribució geogràfica
Es troba a Sud-amèrica: conca del riu Cuyuni i el riu Caroní a Veneçuela.

## Observacions
És inofensiu per als humans.